# Neuffen
Neuffen – miasto w Niemczech, w kraju związkowym Badenia-Wirtembergia, w rejencji Stuttgart, w regionie Stuttgart, w powiecie Esslingen, siedziba wspólnoty administracyjnej Neuffen. Leży w Jurze Szwabskiej, ok. 20 km na południe od Esslingen am Neckar. Na końcu linii kolejowej do Nürtingen.

## Zabytki
- ratusz
- ruiny zamku Hohenneuffen
- kościół św. Marcina z 1504 (St. Martin)

## Galeria

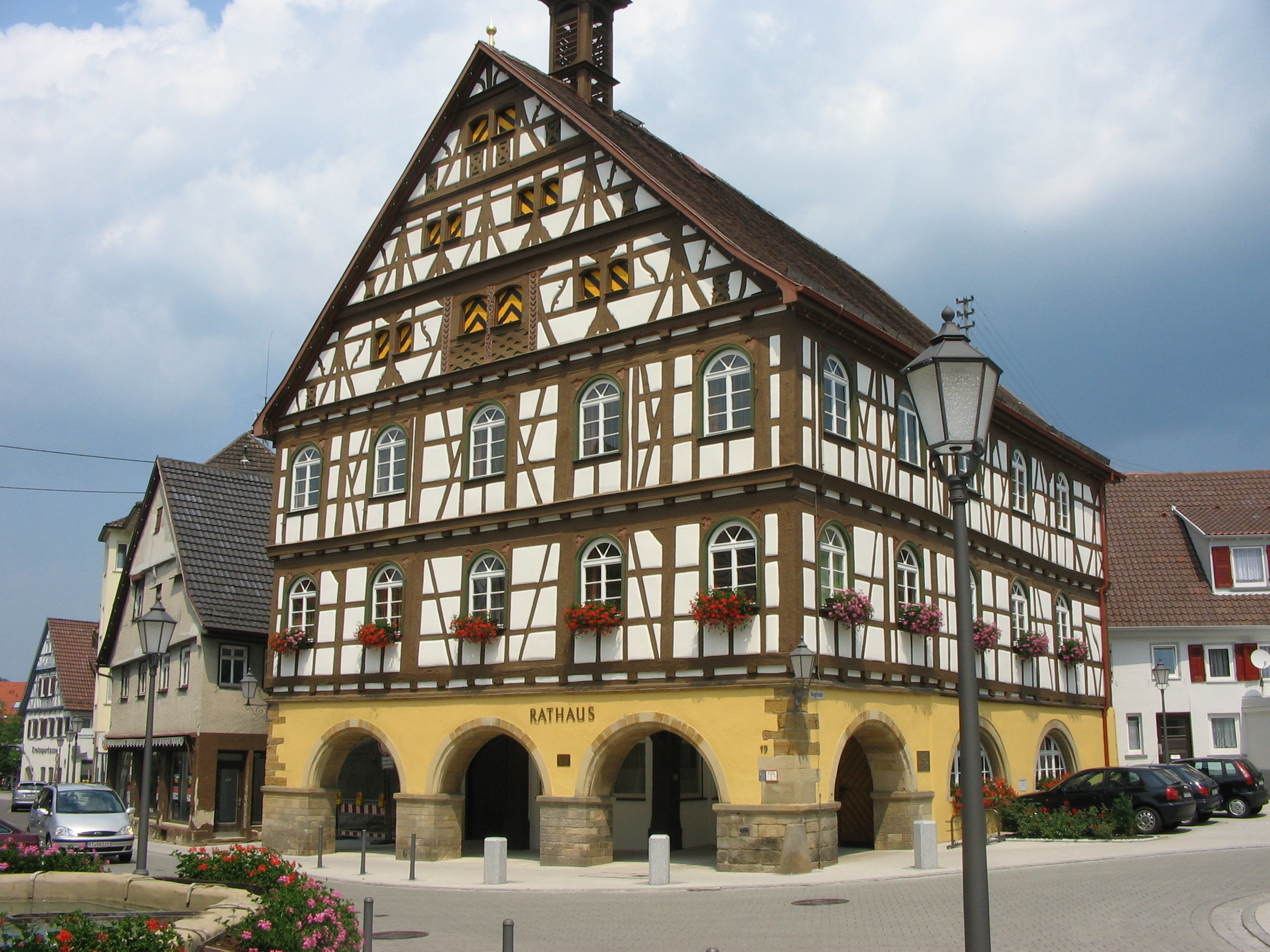
Ratusz
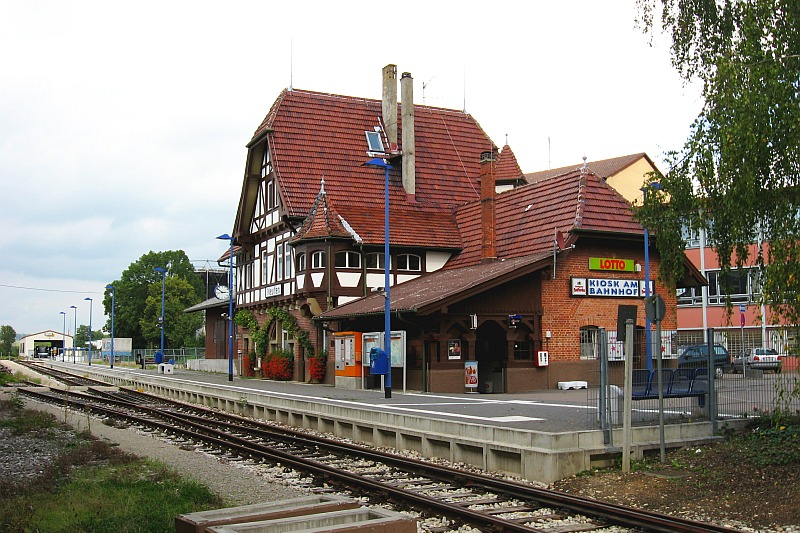
Dworzec kolejowy
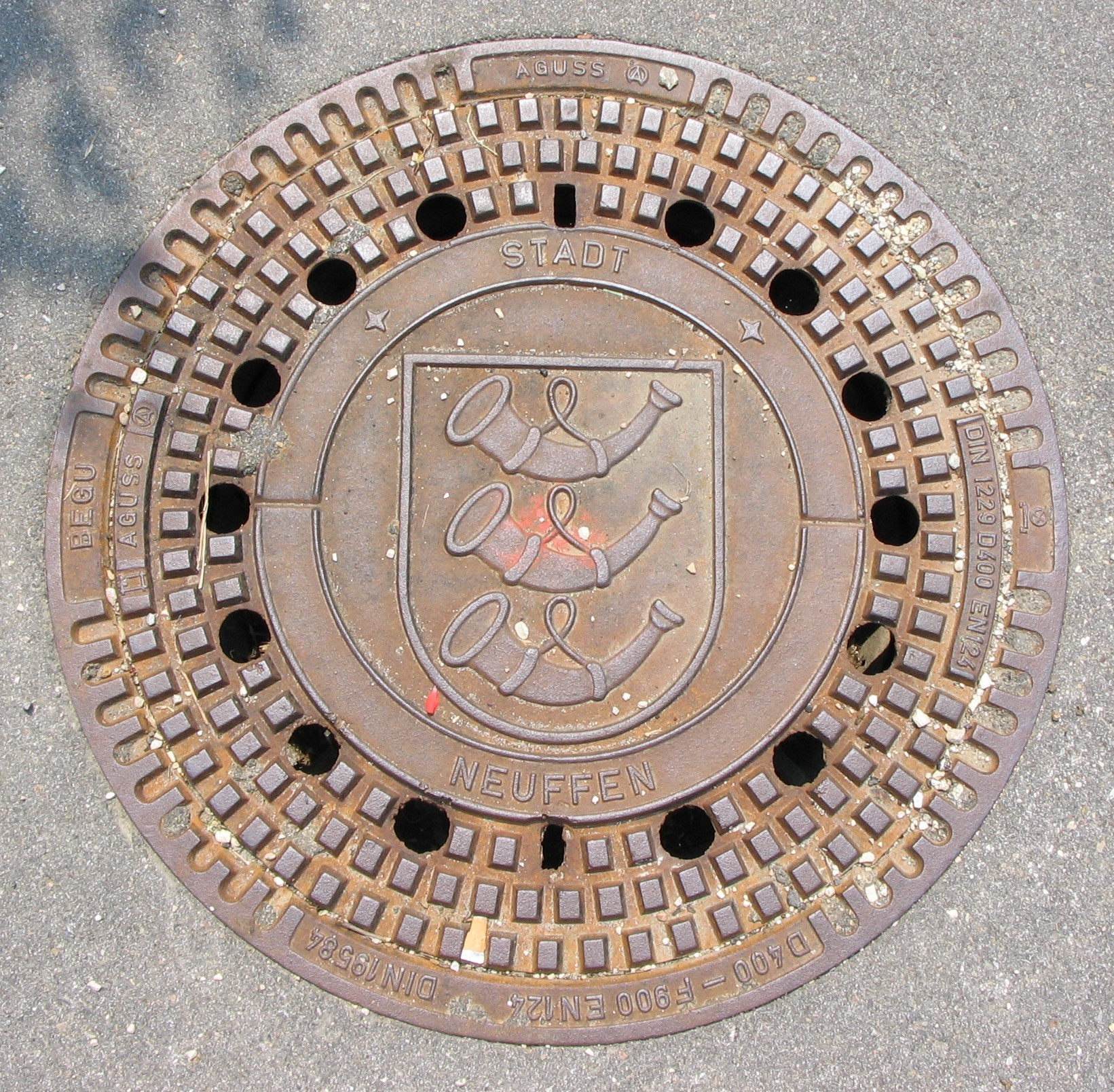
Właz z herbem miasta